# Незалежна підвіска

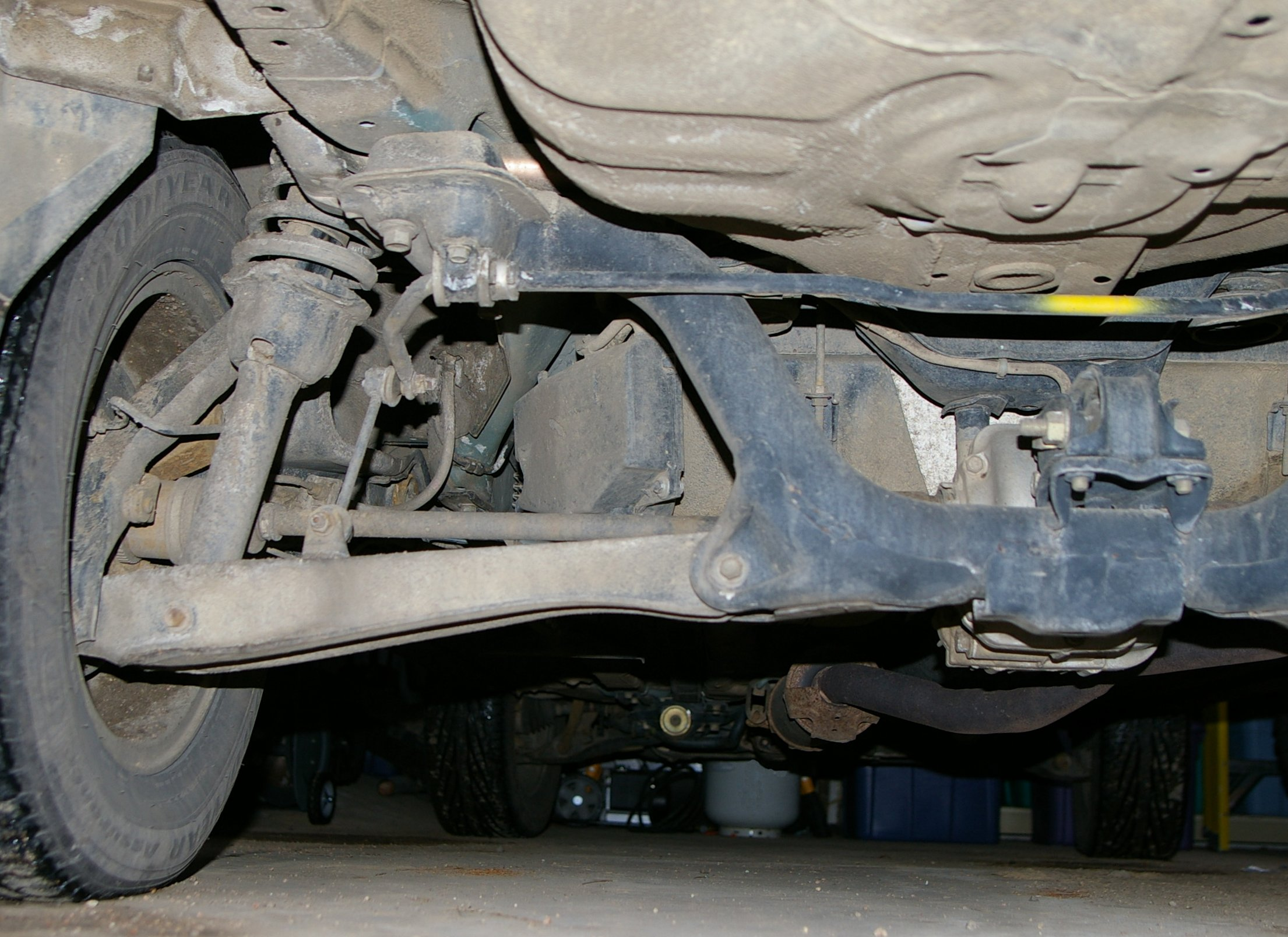
Задня незалежна підвіска багаторичажного типу на повнопривідний автомобіль. На стабілізаторі поперечної стійкості трохи жовтої фарби.

Незалежна підвіска — це будь-яка система автомобільної підвіски, яка дозволяє кожному колесу на одній осі рухатися вертикально (тобто реагувати на нерівності на дорозі) незалежно від інших. Це контрастує з балковою віссю або системою осей deDion, у якій колеса з’єднані. «Незалежний» означає рух або траєкторію руху коліс або підвіски. Зазвичай ліва і права сторони підвіски з’єднані стабілізаторами поперечної стійкості або іншими подібними механізмами. Стабілізатор поперечної стійкості пов’язує ліву та праву пружини підвіски разом, але не пов’язує їхній рух.
Більшість сучасних автомобілів мають незалежну передню підвіску. Багато транспортних засобів також мають незалежну задню підвіску. Незалежна підвіска, як випливає з назви, має задні колеса з незалежною підресором. Повністю незалежна підвіска має незалежну підвіску всіх коліс. Деякі перші незалежні системи використовували поворотні осі, але сучасні системи використовують стійки Чепмена або Макферсона, продольні важелі, багатоважелі або важелі.
Незалежна підвіска зазвичай забезпечує кращу якість їзди та керованість завдяки меншій непідресореній вазі та здатності кожного колеса рухатися по дорозі, не заважаючи роботі іншого колеса автомобіля. Незалежна підвіска потребує додаткових інженерних зусиль і витрат на розробку порівняно з розташуванням балки або живої осі. Дуже складне рішення незалежної підвіски також може призвести до вищих витрат на виробництво.
Основною причиною меншої непідресореної ваги порівняно з конструкцією живої осі є те, що для ведених коліс диференціальний блок не є частиною непідресорених елементів системи підвіски. Замість цього він або кріпиться болтами безпосередньо до шасі автомобіля, або частіше до підрамника.
Відносний рух між колесами та диференціалом досягається за допомогою поворотних карданних валів, з’єднаних через універсальні шарніри (U-шарніри), аналогічні шарнірам постійної швидкості (CV), які використовуються в автомобілях з переднім приводом.